# 成瀬宇平
成瀬 宇平（なるせ うへい、1935年（昭和10年） - 2016年（平成28年）8月23日）は、日本の栄養学者（医学博士）。鎌倉女子大学名誉教授。

## 略歴
現在の福島県いわき市に生まれる。1958年（昭和33年）、日本大学農獣医学部（現 生物資源科学部）卒業。同大学学部助手、講師、東邦大学医学部研究生、東京大学応用微生物研究所研究生を経て、武蔵野栄養専門学校講師、鎌倉女子大学教授、同家政学部長を歴任。鎌倉女子大学名誉教授。
日本テレビ「3分クッキング」、テレビ朝日「いまどき!ごはん」などの元アドバイザー。お魚博士として、NHK「ためしてガッテン」、フジテレビ「発掘!あるある大事典」、日本テレビ「おもいっきりテレビ」「所さんの目がテン!」、TBS「はなまるマーケット」などにも出演した。
小堺化学工業株式会社（食品材料商社）およびコスモ企業株式会社（機内食の製造・搭載）の顧問も務めた。
晩年も、『食品安全ハンドブック』（丸善、2010年）の編集や、農林水産省から採択された平成27年度「消費者ニーズ対応型食育活動モデル事業」（一般社団法人四季旬鮮協会）の事業推進会議議長を務めるなど、食に関する活動を続けるも、2016年（平成28年）8月23日、膵臓がんのため死去した。

## 著書
- 『暮らしと魚』柴田書店、1977.1（末広恭雄との共著）
- 『魚調理ハンドブック』柴田書店、1978.7（佐藤孝との共著）
- 『冷凍食品調理ハンドブック』柴田書店、1979.11（掃部関澄子との共著）
- 『心とからだの健康メモ』全国学校給食協会、1983.9
- 『素材を生かす調理メモ』全国学校給食協会、1984.8
- 『食品加工実験・実習書』建帛社、1985.3（箕口重義編著、成瀬宇平・広㟢明博・三橋京子・福沢三喜男との共著）
- 『食物の栄養と効用：健康へのアドバイス!』健学社、1986.8
- 『魚調理の「こつ」：おいしさを科学する』柴田書店、1986.10（野崎洋光との共著）
- 『図解・魚のさばきかた』柴田書店、1989.1（野崎洋光・西ノ宮信一との共著）
- 『調味料　選ぶポイント使うコツ』草思社、1992.7（野崎洋光との共著）
- 『図説 魚の目きき味きき事典』講談社+α文庫、1993.11（西ノ宮信一・本山賢司との共著）
- 『現代魚食考』丸善、1993.12
- 『サイエンス食生活考』丸善、1995.2
- 『魚料理のサイエンス』新潮選書、1995.8
  - 『魚料理のサイエンス』新潮文庫、2014.1
- 『図説 一度は食べたい地魚、旬と産地』講談社+α文庫、1996.6（西ノ宮信一・本山賢司との著）
- 『食の方程式：バランスのとれた食生活のすすめ』丸善、1999.6（間野実花との共著）
- 『手づくりを楽しむ「すし」の本』柴田書店、1999.9（成瀬宇平・野崎洋光・柳原雅彦・川上恵子共著）
- 『食と健康に役立つ魚雑学事典』丸善、2000.10
- 『食の「なっとく」科学実験：科学的な目を育てる授業のヒントがいっぱい』開隆堂、2001.7
- 『おさかな博士の新・魚を食べる健康法：すぐれた効能、らくらくメニュー』ブックマン社、2002.11（大山のぶ代との共著）[2]
- 『すぐに役立つ栄養カード：「食育」活動をすすめるために』健学社、2003.6
- 『すしの蘊蓄 旨さの秘密』講談社+α新書、2003.12
- 『下ごしらえ便利事典：食材の知識と仕込みの基本』柴田書店、2005.8
- 『身につく食育カード：楽しく学ぶ食と健康』健学社、2005.8
- 『さかなパワー：免疫力を高め、がんを予防する』健学社、2006.3（レシピ考案：野崎洋光）
- 『「食」の右側、左側：食育へのヒント』丸善、2006.7
- 『47都道府県・伝統食百科』丸善、2009.1
- 『47都道府県・地野菜/伝統野菜百科』丸善、2009.11（堀知佐子との共著）
- 『酒とつまみの科学：天ぷら・寿司には白ワイン?チーズやキャビアに日本酒が合う?』ソフトバンククリエイティブ サイエンス・アイ新書、2009.12
- 『科学でわかる魚の目利き：回遊魚から養殖魚まで、魚をよりおいしく食べる!』ソフトバンククリエイティブ サイエンス・アイ新書、2010.10
- 『47都道府県・魚食文化百科』丸善、2011.7
- 『免疫力を高める生き方：生涯現役で過ごす方法』健学社、2012.4
- 『47都道府県・こなもの食文化百科』丸善、2012.7
- 『47都道府県・伝統調味料百科』丸善、2013.7
- 『47都道府県・地鶏百科』丸善、2014.7（横山次郎との共著）
- 『47都道府県・肉食文化百科』丸善、2015.1（横山次郎との共著）
- 『和食の常識Q&A百科』丸善、2015.12（堀知佐子との共著）
- 『47都道府県・汁物百科』丸善、2015.6（野﨑洋光との共著）

## 編書・監修書
- 『食品加工学：基礎知識・実習』成瀬宇平編、啓明、1988.4
- 『食材図典』小学館、1995.2
- 『食材図典2：加工食材編』成瀬宇平監修、小学館、2001.3
- 『新版 食材図典：生鮮食材編』成瀬宇平・武田正倫監修、飯塚宗夫・芦澤正和著、小学館、2003.2
- 『Q&A食べる魚の全疑問：魚屋さんもビックリその正体』高橋素子著、成瀬宇平監修、講談社、2003.4
- 『応用 調味料の事典』成瀬宇平監修、遠藤十士夫協力、柴田書店、2004.3（執筆：遠藤十士夫・岡本清孝・長田勇久・笠松千夏・川上恵子・斎藤貴美子・成瀬宇平・間野実花）
- 『築地蒲鉾屋四代目の築地案内：目利き、味利きと歩く、買う、食べる…』金子喬一著、成瀬宇平監修、小学館、2004.5[3]
- 『食生活と栄養の百科事典』中村丁次編集委員長、成瀬宇平編集幹事、井上浩一・金子精一・栗原洋子・鈴木博・津田とみ・松崎政三・本橋登編、丸善、2005.12
- 『食育指導ガイドブック：基礎からわかる・授業に活かせる』中村丁次・田中延子監修、成瀬宇平・中丸ちづ子・久野仁・日毛清文編、丸善、2007.10
- 『食材図典3：地場食材編』神崎宣武・成瀬宇平監修、小学館、2008.2
- 『食品安全ハンドブック』食品安全ハンドブック編集委員会編、丸善、2010.1
- 『うまい肉の科学：牛・豚・鶏・羊・猪・鹿・馬まで肉好きなら読まずにはいられない!』肉食研究会著、成瀬宇平監修、ソフトバンククリエイティブ サイエンス・アイ新書、2012.9
- 『大丈夫!何とかなります　高血圧は下げられる：クスリ要らず 今日から始める血圧管理術』河邊博史・成瀬宇平監修、主婦の友社、2015.12
- 『大丈夫!何とかなります　物忘れ・認知症は改善できる：カラダとアタマが冴える、健脳生活のコツ』田澤俊明・成瀬宇平監修、主婦の友社、2016.2
- 『和食の英語表現事典』亀田尚己・青柳由紀江・J.M.クリスチャンセン著、成瀬宇平編集協力、丸善、2016.10

## 関連人物
- 野崎洋光